# 高源寺 (行田市)
高源寺（日语：／）是位於日本國埼玉縣行田市的臨濟宗圓覺寺派的寺院，山號為天真山，供奉的主神為阿彌陀如來。

## 建寺由來
天正18年（1590年），豊臣秀吉發動小田原之戰，其間亦向成田氏所統領的忍城進攻並展開了攻城戰，後世稱為「忍城之戰」。依據流傳後世的「忍城戰記」等文書，當時成田家家老正木利英（丹波守）曾在位於城東南的「佐間口」守城，並與豊臣方的長束正家率領的軍隊作戰。後因小田原城的北條氏開城投降，故成田家也隨之開城投降，結束忍城之戰。
依據「新編武蔵風土記稿」的記載，忍城之戰後成田氏的領主地位由蒲生氏郷取代，正木利英則卸下武士身分留在當地，並為弔念於忍城之戰中戰死的豊臣、成田雙方死者而在佐間口附近建立了高源寺，邀請守天和尚正式開山。正木利英於忍城之戰的隔年即過世，並下葬於寺內。後因行田市施行都市計畫，預計興建的道路將會切過正木利英的墓地，故將墓地遷葬至同市區內的渡柳地區（埼玉縣行田市渡柳1280）。此遷葬處據說是於忍城之戰中率領豊臣方軍隊的主將石田三成當時設立陣屋之處。

## 關連項目
- 電影《傀儡之城》中，正木利英是主要角色之一，而在片尾敘述正木在忍城之戰後的人生時，也提及了正木建立高源寺的經過。

## 備註
1. 1 2 3 4 5  ものつくり大学横山研究室. . 埼玉新聞社. 2012: 56–59. ISBN 978-4878893797.
2. ↑  新編武蔵風土記稿では正木丹波守勝英の表記
3. ↑  . 『日経おとなのOFF』2012年11月号. 日経トレンディネット. 2016-11-15  [2017-03-28]. （原始内容存档于2017-03-28）.
4. ↑  . JTBパブリッシング. 2015: 112. ISBN 978-4533105586.
5. ↑  . 霊園墓地の大塚.   [2014年11月23日]. （原始内容存档于2014年9月3日）.